# Benjamin Wittmann

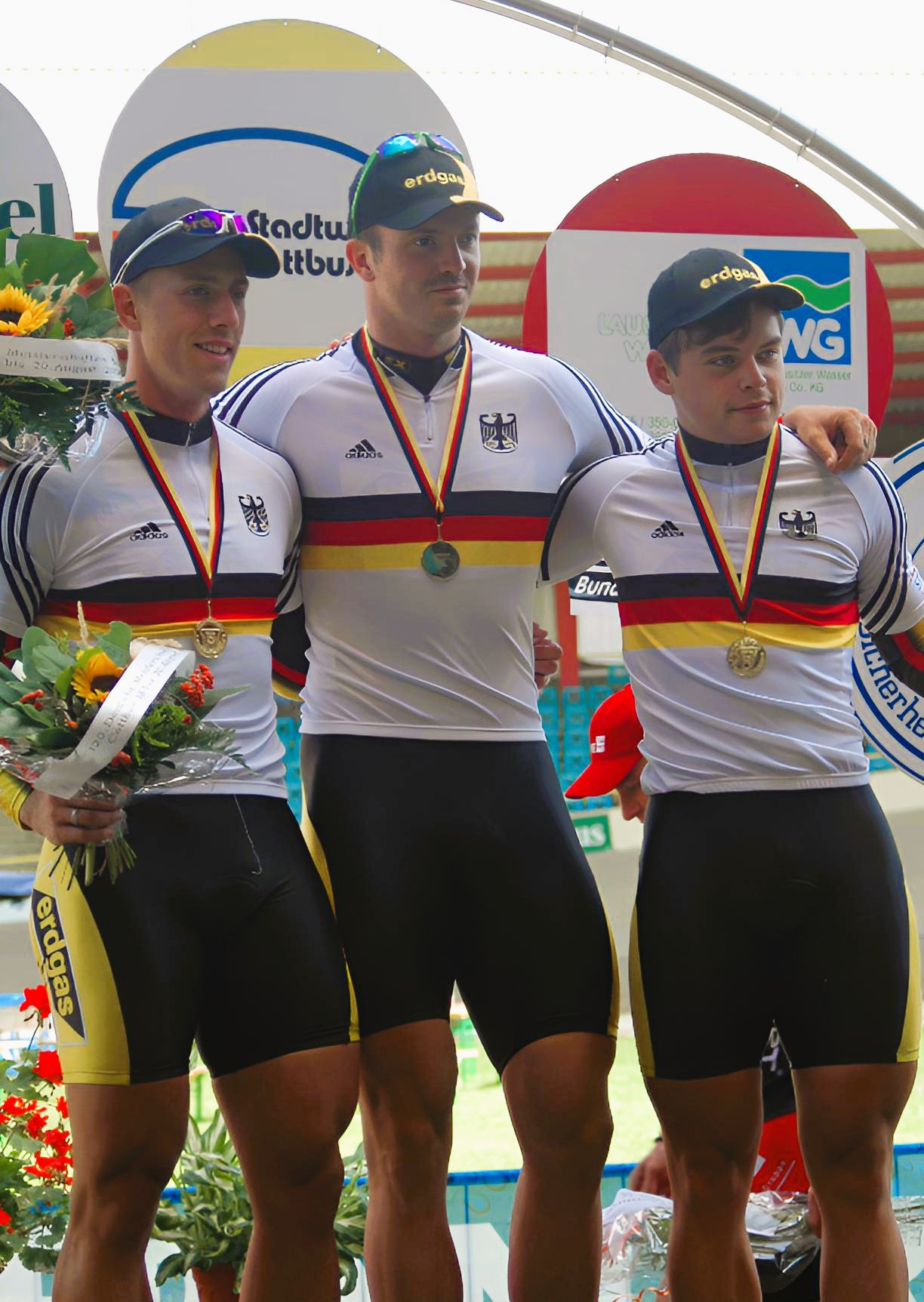
Benjamin Wittmann (r.) als Deutscher Meister 2006 im Teamsprint mit Stefan Nimke (l.) und Carsten Bergemann

Benjamin Wittmann (* 2. April 1987 in Dudenhofen) ist ein ehemaliger deutscher Bahnradsportler.
Schon in der Jugend- und Junioren-Klasse errang Benjamin Wittmann sieben Deutsche Meistertitel in Kurzzeitdisziplinen auf der Bahn, im Sprint, Teamsprint, Zeitfahren und Keirin.
2004 in Los Angeles wurde Benjamin Wittmann Junioren-Weltmeister im Teamsprint gemeinsam mit Robert Förstemann und Maximilian Levy. Diesen Erfolg konnte er 2005 wiederholen (mit René Enders anstelle von Förstemann). 2006 wurde Wittmann Deutscher Meister im Teamsprint (Elite), mit Carsten Bergemann und Stefan Nimke. 2007 und 2008 konnte er bei den nationalen Titelkämpfen im Teamsprint jeweils den zweiten Platz belegen.
2006 wurde Benjamin Wittmann zum „Sportler des Jahres“ von Rheinland-Pfalz gewählt. 2010 fuhr er für das Chemnitzer Team Erdgas.2012.